# Jonas Sjölander
Jonas Sjölander, född 1967, är en svensk historiker vid Linnéuniversitetet i Växjö.

## Priser och utmärkelser
- Rudolf Meidner-priset 2007 för doktorsavhandlingen Solidaritetens omvägar. Facklig internationalism i den tredje industriella revolutionen - (LM) Ericsson, svenska Metall och Ericssonsarbetarna i Colombia 1973-1993 (Acta Wexionensia 72, Humaniora, 2005, 322 sidor).